# Грабув-над-Пилицею (гміна)
Гміна Грабув-над-Пилицею (пол. Gmina Grabów nad Pilicą) — сільська гміна у центральній Польщі. Належить до Козеницького повіту Мазовецького воєводства.
Станом на 31 грудня 2011 у гміні проживало 3956 осіб.

## Площа
Згідно з даними за 2007 рік площа гміни становила 124.66 км², у тому числі:
- орні землі: 54.00%
- ліси: 41.00%

Таким чином, площа гміни становить 13.59% площі повіту.

## Населення
Станом на 31 грудня 2011:
| Опис     | Загалом | Загалом | Чоловіки | Чоловіки | Жінки | Жінки |
| -------- | ------- | ------- | -------- | -------- | ----- | ----- |
| одиниця  | осіб    | %       | осіб     | %        | осіб  | %     |
| все      | 3956    | 100     | 2041     | 51.59    | 1915  | 48.41 |
| міське   | 0       | 100     | 0        |          | 0     |       |
| сільське | 3956    | 100     | 2041     | 51.59    | 1915  | 48.41 |

## Сусідні гміни
Гміна Грабув-над-Пилицею межує з такими гмінами: Варка, Гловачув, Магнушев, Стромець.